# Oncidium maizifolium
Oncidium maizifolium är en orkidéart som beskrevs av John Lindley. Oncidium maizifolium ingår i släktet Oncidium och familjen orkidéer. Inga underarter finns listade i Catalogue of Life.